# Айронтон (містечко, Вісконсин)
Айронтон (англ. Ironton) — місто (англ. town) в США, в окрузі Сок штату Вісконсин. Населення — 274 особи (2020).

## Демографія
Згідно з переписом 2010 року, у місті мешкало 660 осіб у 219 домогосподарствах у складі 184 родин. Було 245 помешкань
Расовий склад населення:
| - 99,2 % — білих |

До двох чи більше рас належало 0,3 %. Частка іспаномовних становила 1,1 % від усіх жителів.
За віковим діапазоном населення розподілялося таким чином: 28,8 % — особи молодші 18 років, 58,0 % — особи у віці 18—64 років, 13,2 % — особи у віці 65 років та старші. Медіана віку мешканця становила 37,8 року. На 100 осіб жіночої статі у місті припадало 106,2 чоловіків;  на 100 жінок у віці від 18 років та старших — 106,1 чоловіків також старших 18 років.
Середній дохід на одне домашнє господарство  становив 84 810 доларів США (медіана — 67 500), а середній дохід на одну сім'ю — 93 198 доларів (медіана — 74 063). Медіана доходів становила 36 635 доларів для чоловіків та 31 250 доларів для жінок. За межею бідності перебувало 7,7 % осіб, у тому числі 13,9 % дітей у віці до 18 років та 12,7 % осіб у віці 65 років та старших.
Цивільне працевлаштоване населення становило 310 осіб. Основні галузі зайнятості: сільське господарство, лісництво, риболовля — 27,4 %, виробництво — 25,5 %, освіта, охорона здоров'я та соціальна допомога — 11,3 %, роздрібна торгівля — 10,0 %.